# Tribute
『tribute』（トリビュート）は、ナイトdeライトの通算11枚目のシングル。2020年1月に始まった、12か月連続CDリリース企画の5枚目。2020年5月25日に発売。

## 概要
ナイトdeライトの10thシングル。
前作『honesty』に引き続き、2020年の企画「12カ月連続CDリリース」の第5弾。
なお、このCDよりナイトdeライト専用スタジオでのレコーディングが始まる。
「12カ月連続CDリリース」でリリースされた各CDタイトルの頭文字を繋げると「Night de Light」となる仕掛けが施されている。

## 収録曲

### リスト
| #         | タイトル                   | 作詞       | 作曲・編曲 | 時間 |
| --------- | -------------------------- | ---------- | ---------- | ---- |
| 1.        | 「愛の贈り物」             | 長沢紘宣   | 長沢紘宣   | 5:19 |
| 2.        | 「ぼくはなんにでもなれる」 | 田中満矢   | 田中満矢   | 3:37 |
| 3.        | 「2歳とアイス」            | 三橋恵之矩 | 三橋恵之矩 | 4:07 |
| 合計時間: | 合計時間:                  | 13:03      |            |      |

### 収録曲について
1. 愛の贈り物
作詞/作曲:長沢紘宣
2020年5月18日にYouTube Liveで行われた「UP TO YOU 生配信ライブ#5」で初披露。
長沢が自分の母に向けて書いた曲。
10年ほど前に作られた曲で、元々ナイトdeライトの曲として作られたわけではなかったという。
メンバー4人それぞれが自分の親に直接プレゼントをしに行く映像が、ミュージックビデオとして公開されている。
2. ぼくはなんにでもなれる
作詞/作曲:田中満矢
ドラムの音に小口径感を出すという工夫がされている。
アコースティックギターのレコーディングは、ライン録りではなくマイク録りでされた。
歌詞カードの歌詞の一部が「ぼくは“なんでにも”なれる」となっていたことが発売後に発覚し、歌詞を入力した田中本人から謝罪があった[1]。
3. 2歳とアイス
作詞/作曲:三橋恵之矩
三橋が自分の子供に向けて書いた曲。曲の最後に三橋と三橋の子供の声が入っている。